# Chironomus polystictus
Chironomus polystictus är en tvåvingeart som först beskrevs av Jean-Jacques Kieffer 1911.  Chironomus polystictus ingår i släktet Chironomus och familjen fjädermyggor. Inga underarter finns listade i Catalogue of Life.